# A Fistful of Alice
A Fistful of Alice är en live-CD med Alice Cooper, inspelad i Mexiko på Cabo Wabo Cantina 2 juni 1996 och släppt 1997. På skivan medverkar bland annat soloartisten Rob Zombie och Slash från Guns N' Roses. Skivan innehåller en ny låt, Is anyone home.

## Låtar
1. Schools Out
2. Under My Weels
3. I'm Eighteen
4. Desperado
5. Lost In America
6. Teenage Lament '74
7. I Never Cry
8. Poison
9. No More Mr.Nice Guy
10. Welcome To My Nightmare
11. Only Women Bleed
12. Feed My Frankenstain
13. Elected
14. Is Anyone Home? (studioinspelad)

## Medverkande
- Alice Cooper   - Sångare
- Jimmy DeGrasso - Trummor
- Paul Taylor    - Keyboard, Gitarr
- Reb Beach      - Gitarr, Körsång
- Rob Zombie     - Gästsångare
- Ryan Roxie     - Gitarr
- Slash          - Gästgitarrist
- Todd Jensen    - Bas, Körsång